# Paraphlebia zoe
Paraphlebia zoe är en trollsländeart som beskrevs av Hagen 1861. Paraphlebia zoe ingår i släktet Paraphlebia och familjen Megapodagrionidae. IUCN kategoriserar arten globalt som sårbar. Inga underarter finns listade i Catalogue of Life.